# بحرالفواید
«بحرالفواید» از نخستین آثار دانش‌نامه‌ای به‌زبانِ فارسی که به‌قلمِ دانش‌مندی ناشناس در نیمهٔ نخستِ سدهٔ ششم هجریِ قمری نوشته شده‌است. مباحث این کتاب کلام، تصوف، فقه، سیاست و نظایرِ آن‌هاست. افزون بر آن، مطالبی دربابِ مسائل سیاسی، اجتماعی، تاریخی و نیز آگاهی‌هایی دربارهٔ گوهرشناسی، عجایب و غرایب زمین و آسمان در آن درج شده‌است. نویسنده به‌روزگارِ المقتفی بالله، خلیفهٔ عباسی (خلافت: ۵۵۱–۵۳۰)، در شام می‌زیسته و کتابِ خود را به قتلغ جبوغا الغ اتابک ابی‌سعید ارسلان آبُه‌بن‌آق‌سنقر، از اتابکانِ شام و برادرِ امیر شیرگیر و معاصر سلطان مسعود سلجوقی، تقدیم کرده‌است. وی احتمالاً سال‌ها با صلیبیان و فداییانِ اسماعیلیِ الموت و اسماعیلیانِ شام می‌جنگیده‌است. تاریخِ تألیفِ بحرالفواید را به‌دقت نمی‌توان معلوم کرد. اما قراینی در دست است که تألیفِ آن را در نیمهٔ نخستِ سدهٔ ششم هجری (بین سال‌های ۵۵۲ تا ۵۵۷) محقق می‌دارد. از جمله قراین، غیر از هم‌زمانیِ نویسنده با اتابک ارسلان، مطالبی است که نویسنده دربارهٔ اسماعیلیان آورده و تصریح کرده‌است که در زمانِ نوشتنِ کتاب، حکومتِ این فرقه در دستِ حسن‌بن‌کیابزرگِ امید (حکومت: ۵۶۱–۵۵۷)، فرزند دوم کیا بزرگ، بوده‌است. نویسنده، در جای دیگر، از گذشت ۵۰ سال از آغازِ حکومت حسن صباح ـ که مقارنِ ۴۸۳ هجری بوده ـ یاد می‌کند. هم‌چنین در این کتاب از امیرداد حبشی پسر آلتون تاق، که در سال‌های ۴۹۰ تا ۴۹۳ زنده بوده، یاد شده‌است.

## محتویات کتاب و فهرست مطالب
در بحرالفواید، فشرده و عصارهٔ فرهنگ اسلامیِ عصرِ نویسنده به‌اختصار گنجانده شده‌است. این اثر شباهتِ بسیار با کیمیای سعادت از امام غزالی دارد و همانند آن مشتعل بر مباحث بسیار با اندکی تفصیلِ بیش‌تر است. بحرالفوایدشامل ۳۶ «کتاب» و هر کتاب حاوی چند «باب» و مجموعاً ۱۰۰ باب است و شُمارِ ابواب در کتاب‌ها برابر نیست. عناوین کتاب‌ها و برخی ابواب به‌شرحِ زیر است:
- کتاب الجهاد، حاوی پنج باب است (در جهاد، در معاتبتِ نفس، در محاسبتِ نفس، در ثواب غازیان، در جهاد عدو)؛
- کتاب الحِکمة، در دو باب (در حکمتِ حکما، در حکمت پادشاهان)؛
- کتاب الدعاء و الاوراد در هفت باب؛
- کتاب نصیحةالملوک در یک باب؛
- کتابِ اخلاق‌الصالحین در هفت باب؛
- کتاب حکایات‌الصالحین مشتمل بر هفتاد حکایت،
- کتاب ادب‌الملوک و تربیةالاولاد در دو باب؛
- کتاب فردوس‌العارفین در نه فصل؛
- کتاب طلب‌الحلال و المعیشة در هشت باب؛
- کتاب محاسن‌الشریعه در چهار باب؛
- کتاب احکام‌الکبایر؛
- کتاب اقطاع‌السلطان در پنج باب (در بیان اقطاع پیغمبر، در حق سلطان از مال‌ها، در بیانِ حکم مالِ مدفون، در بیان رصد ستدن، در عشر ستدن)؛
- کتابِ الحقوق حاویِ نه باب؛
- کتاب مشکلات الحکام در شانزده باب؛
- کتاب الحلال و الحرام در هژده باب؛
- کتاب آداب الاسلام در بیست‌وسه باب؛
- کتاب معالجةالذبوب در دوازده باب؛
- کتاب مناسک الحج در پنج باب؛
- کتاب الجواهر در هشت باب (در شناختن جواهر، در خاصیت بازهر، در خاصیت سنگ مغناطیس، در علاج قولنج، در آب دادن تیفها، در علاج عجایب، در خضابی که یک سال بماند، در رنگ روی صافی)؛
- کتاب نوادرالعلماء در پنج باب؛
- کتاب جواهرالکلام در چهل‌وپنج فصل؛
- کتاب محاسن الشریعه؛
- کتاب مناقب الائمه در هفت باب؛
- کتاب جوابات الروم در سه باب (در فضایح ترسایان، در بیان شبهت ترسایان، در جواب حجت مسلمانان)؛
- کتاب سیرالخلفاء در دو باب؛
- کتاب‌الردّ علی المخالفین در پنج باب؛
- کتاب اصوال‌الدین در هشت باب؛
- کتاب اثبات‌النُّبُوَّه در نه باب؛
- کتاب عجایب‌الدنیا در سیزده باب (عجایب‌الدنیا، عجایب زمین، در عجایب کوه‌ها، در عجایب شهرها، در عجایب دریاها، در عجایب رودها، در عجایب بیماری‌های حیوانات، در عجایب سنگ‌ها، در بیان جنگ‌ها، در فضیلت ثغرها، در بیان گشادنِ شهرها، در خراب شدنِ شهرها، در بیان حکمت‌ها و لشکرها که در امت بوده‌است)؛
- کتاب السلطان در ده باب؛
- کتاب النعیر در هشت بابا؛
- کتاب الاختلاج؛
- کتاب تذکرة الآخرة؛
- کتاب الوصایا؛
- کتاب اللطایف در هشت باب (در خوش‌ترین چیزها که در جهان است، در عجیب‌ترین چیزها، در غرایب سخنان، در بیان سیمرغ، در مناظرهٔ عقل و دولت، در مناظرهٔ جان و تن، در حق آن‌ها که دعای‌شان مستجاب نیست، در بیان روز عدالت)؛
- کتاب الغرایب حاوی دوزاده باب.

رئوس مطالب ذکر شده و شرحِ داده‌شده؛ سپس حکایاتی مناسبِ مقام روایت شده‌است. در برخی از ابوابْ شمار این حکایات زیاد است. در خاتمهٔ هر باب نیز، در قابل اندرزهایی خطاب به امیراتابک ارسلان نتیجهٔ کلام آمده‌است. حکایات بیش‌تر تاریخی و بعضاً افسانه‌ای است. نویسنده برخی از قصه‌ها را از منابع شفاهی برگرفته است.

### نظرگاه نویسنده و اندیشه‌های او
نظرگاه نویسنده مذهب شافعی و مسلک اشعری است. ازاین‌رو، با باطنیان و شیعیان دشمنی ورزیده‌است. او طرف‌دارِ دست‌گاهِ خلافت عباسی است و نظرگاه سیاسی و اجتماعیِ او در جهت سیاست آن دست‌گاه است. چنان‌که از بررسی دقیقِ مندرجاتِ اثرِ او می‌توان خطوط اصلیِ وجههٔ نظر حاکمان وقت را دریافت. او اخوان‌الصفا را از جمله ملاحده می‌شمارد و خواندنِ آثارِ آنان را ناصواب می‌داند. با زکریای رازی، ابوالعلای معری و ابن‌سینا عداوت دارد و اندیش‌مندانی از این سنخ را کافر و زندیق و آثارِ آنان را درخورِ سوختن و نابودی اعلام می‌کند. درعینِ‌حالْ تعصب را نکوهش می‌کند و مرادِ او تعصب در چارچوبِ مذاهبِ رسمیِ اهل سنت ـ در مذهبی نسبت‌به مذاهب دیگر ـ است که آن را پسندیده نمی‌شمارد. از اسماعیلیه به‌شدت انتقاد می‌کند و آنان را زندیق می‌داند و حکایات عامیانه در تقبیح این فرقه نقل می‌کند.

#### اهمیت بحرالفواید از لحاظ ادبی و زبانی
بحرالفواید از حیث فواید زبانی و تاریخ فکری دوره‌های مورد بحث اثری مغتنم است. زبانِ اثر روان و ساده و نسبتاً بی‌تکلف است. با آن‌که نویسنده در شام می‌زیسته، کتابش نمونهِ خوبی از فارسی‌نویسی است. اطلاعات کلامی و فقهیِ مندرج در کتاب آن را به‌صورت یکی از مآخذ مهم تاریخ فقه و کلام اشعری درآورده است. مطالب تاریخی و مربوط به مجادلات دینی و آنچه راجع‌به زمین و عجایب و غرایب آن آورده، همه مفید و جالب است. در مجموع، باید این اثر را دائرةالمعارفی از علوم رایج اوایل سدهٔ ششم هجریِ جهان اسلام به‌شمار آورد. از بحرالفواید سه نسخهٔ خطی در دست است و محمدتقی دانش‌پژوه آن را بر اساس دو نسخهٔ محفوظ در ایران و در کتاب‌خانه‌ی ملیِ پاریس، تصحیح کرده و در ۱۳۴۵ به نفقهٔ بنگاه ترجمه و نشر کتاب به‌چاپ رسانده‌است.

منابع و مآخذ:
فرهنگ آثار ایرانی ـ اسلامی، جلد اول، چاپ ۱۳۸۵، سروش
اقبال، د کتر محمد، «بحرالفواید»، مندرج در مقالات منتخبهٔ اورینتل کالج میگزین، به اهتمام دکتر عمالشکور احسن، لاهور، ۱۹۷۰م، ج۱/ ۴۳–۴۹.
بحرالفواید، به‌کوشش محمدتقی دانش‌پژوه، تهران، بنگاه ترجمه و نشر کتاب، ۱۳۴۵ش، مقدمه و جاهای مختلف.
«بحرالفواید»، (نقد کتاب)، راهنمای کتاب، س دهم ش۱، اردی‌بهشت ۴۶، ص ۹۴، و ش۴ (تیز ۱۳۴۶ش)، صص ۱۷۳–۱۷۶ (که حکایت سیمرغ را از آن نقل کرده‌است).